# La Légende d'Hawkeye
La Légende d'Hawkeye (Hawkeye) est une série télévisée canadienne en 22 épisodes de 43 minutes, créée par Kim LeMasters d'après un roman Histoires de Bas-de-Cuir de James Fenimore Cooper, produite par Stephen J. Cannell et diffusée entre le 18 septembre 1994 et le 14 mai 1995 en syndication.
En France, la série a été diffusée à partir du 25 mai 2001 sur Série Club. Elle reste inédite dans les autres pays francophones.

## Synopsis
Au XVIIIe siècle durant la guerre entre les troupes françaises et britanniques, l'homme des bois Hawkeye aide Elizabeth Shields, une anglaise, a délivrer son mari des français. L'action se déroule dans la vallée de l'Hudson.

## Distribution
- Lee Horsley : Natty Bumppo / Hawkeye
- Lynda Carter (VF : Clara Borras) : Elizabeth Shields
- Rodney A. Grant : Chingachgook
- Garwin Sanford : Taylor Shields

 Source et légende : version française (VF) sur RS Doublage

## Épisodes
1. Le Serment - 1re partie (Hawkeye: part 1)
2. Le Serment - 2e partie (Hawkeye: part 2)
3. Une femme dangereuse (The Bear)
4. Le Choix (The Furlough)
5. La Machine infernale (The Siege)
6. L'Enfant volé (The Child)
7. La Prémonition (The Vision)
8. L'Ombre du passé (Out of the Past)
9. Acte de bravoure (The Warrior)
10. Sur la piste de William (The Quest)
11. L'Évasion (The Escape)
12. Un goût de liberté (Fly with Me)
13. La Révolte des Indiens (The Ally)
14. L'Espion (The Boxer)
15. La Trahison (The Traitor)
16. Immunité (Amnesty)
17. Une visite inattendue (The Visit)
18. Le Chemin de la vengeance (Vengeance is Mine)
19. L'Épidémie (The Plague)
20. La Guérisseuse (Hester)
21. La Récompense (The Bounty)
22. Le Retour (The Return)

## DVD
- États-Unis :

La série est sortie sur le support DVD.
- Hawkeye The First Frontier The Complete Series (Coffret 4 DVD-9) est sorti le 22 mars 2011 chez Mill Creek Entertainment. Le ratio écran est en 1.33:1 plein écran 4:3. L'audio est en Anglais 2.0 Dolby Digital. Pas de choix de langues, de sous-tites et de suppléments. Il s'agit d'une édition Zone 1 NTSC.